# Silius
Pour le poète et homme politique romain, voir Silius Italicus.
Pour l'amant de Messaline, voir Caius Silius.
Silius est une commune italienne d'environ 1 200 habitants située dans la province du Sud-Sardaigne, dans la région Sardaigne.

## Administration
| Période                                  | Période | Identité | Étiquette | Qualité |
| ---------------------------------------- | ------- | -------- | --------- | ------- |
|                                          |         |          |           |         |
| Les données manquantes sont à compléter. |         |          |           |         |

### Communes limitrophes
Ballao, Goni, San Basilio, San Nicolò Gerrei, Siurgus Donigala